# AwanturNick
AwanturNick (ang. No Good Nick) – amerykański serial telewizyjny stworzony przez Davida H. Steinberga i Keetgi Kogana, wyprodukowany przez Netflix.
Premiera serialu odbyła się 15 kwietnia 2019 roku na platformie Netflix we wszystkich krajach świata, włącznie z Polską. Został potwierdzony drugi sezon serialu, którego premiera odbyła się 5 sierpnia 2019 roku.

## Opis fabuły
Serial opowiada o trzynastoletniej dziewczynie o imieniu Nicole (ze zdrobnieniem Nick), która nachodzi pewną rodzinę w celach zemsty za to, że nieświadomie zniszczyli jej życie. Ale kiedy Nick poznaje rodzinę bliżej, zaczyna okazywać współczucie wobec nich i nie jest pewna, czy wciąż postępować zgodnie z planem.

## Obsada

### Pierwszoplanowa obsada
- Siena Agudong – Nicole „Nick”
- Lauren Lindsey Donzis – Molly
- Kalama Epstein – Jeremy
- Sean Astin – Ed
- Melissa Joan Hart – Liz

### Drugoplanowa obsada
- Kyla-Drew – Becky
- Sanai Victoria – Tamika
- Tiana Le – Xuan
- Eddie McClintock – Tony
- Molly Hagan – Dorothy
- Ted McGinley – Sam
- Alex Poncio – Jim
- Gus Kamp – Eric
- Marco Sanchez – Eduardo
- Lori Mae Hernandez – Riley
- Josie Totah – Lisa Haddad
- Jerry Trainor – Todd
- Anthony Turpel – Will

### Gościnna obsada
- Ana Rey – Sheri
- Elaine Kao – pani Lee

## Wersja polska
Wersja polska: SDI Media Polska

Reżyseria: Joanna Węgrzynowska-Cybińska

Dialogi: Anna Izdebska

Kierownictwo produkcji: Małgorzata Leczkowska

Wystąpili:
- Monika Mielnicka – Nicole „Nick” Patterson
- Tomasz Kozłowicz – Ed Thompson
- Agnieszka Fajlhauer – Liz Thompson
- Damian Kulec – Jeremy Thompson
- Daria Domitrz – Molly Thompson
- Zbigniew Suszyński – Sam (odc. 1-2, 6-7, 9, 15, 18, 20)
- Anna Gajewska – Dorothy (odc. 1-3, 5, 7, 11, 15, 18, 20)
- Sara Lewandowska – Becky (odc. 1, 3-4, 7-8, 10, 12-13, 15-16, 20)
- Maja Wasserman – Xuan (odc. 1, 3-4, 7-8, 10, 12-13, 15-16, 20)
- Maja Kwiatkowska – Tamika (odc. 1, 3-4, 7-8, 10, 12-13, 15-16, 20)
- Anna Szymańczyk –
  - Sheri (odc. 1),
  - Kobieta #3 (odc. 1),
  - Kobieta #2 (odc. 2),
  - Dyrektor Burke (odc. 4, 18, 20),
  - Tłum (odc. 4),
  - Uczniowie (odc. 4),
  - Policjantka (odc. 5)
- Emilia Niedzielak –
  - Pani Lee (odc. 1),
  - Dziewczyna z czarnymi włosami (odc. 6),
  - Emmie (odc. 7)
- Krzysztof Cybiński –
  - Mężczyzna #1 (odc. 1),
  - Kucharz (odc. 2),
  - Eduardo (odc. 2, 15, 17),
  - Tłum (odc. 4),
  - Uczeń #3 (odc. 4),
  - Uczniowie (odc. 4),
  - Fałszywy Walter Strickland (odc. 5)
- Mikołaj Klimek –
  - Mężczyzna #3 (odc. 1),
  - Strażnik (odc. 2),
  - Instalator (odc. 5),
  - Gospodarz gry (odc. 6),
  - Johnny (odc. 19)
- Krzysztof Plewako-Szczerbiński –
  - Mężczyzna #2 (odc. 1),
  - Tony (odc. 3, 7, 10, 15, 18),
  - Uczeń (odc. 4),
  - Tłum (odc. 4),
  - Uczniowie (odc. 4)
- Joanna Węgrzynowska-Cybińska –
  - Kobieta #1 (odc. 1-2),
  - Studentka (odc. 7),
  - Asystentka Stricklanda (odc. 9),
  - Presley (odc. 14, 19),
  - Lee
- Anna Wodzyńska –
  - Kobieta #2 (odc. 1),
  - Kobieta #3 (odc. 2),
  - Przewodnicząca klubu francuskiego (odc. 4),
  - Tłum (odc. 4),
  - Uczniowie (odc. 4),
  - Kobieta (odc. 5)
- Sebastian Perdek – Jim (odc. 2-4, 13, 15, 18)
- Małgorzata Prochera –
  - Olga (odc. 3),
  - Tłum (odc. 4),
  - Uczennica (odc. 4),
  - Uczniowie (odc. 4)
- Karol Jankiewicz –
  - Tłum (odc. 4),
  - Uczniowie (odc. 4)
- Łukasz Węgrzynowski –
  - Chad (odc. 4, 6),
  - Student (odc. 7),
  - Tłum (odc. 7),
  - Klient z craigslist #2 (odc. 10),
  - Dorian (odc. 16)
- Wiktoria Wolańska – Lisa (odc. 4, 6, 12, 18)
- Wojciech Chorąży – Paul (odc. 5, 11, 14, 17-18)
- Paweł Paprocki – Todd (odc. 5, 12, 14, 17)
- Grzegorz Pawlak – Walter Strickland (odc. 5)
- Maksymilian Michasiów –
  - Eric (odc. 6, 12-13, 18-19),
  - Tłum (odc. 7)
- Karol Osentowski – Pete (odc. 6, 18)
- Przemysław Glapiński – Gepard (odc. 7)
- Jakub Szyperski –
  - Omar (odc. 7),
  - Tłum (odc. 7)
- Agnieszka Mrozińska –
  - Riley (odc. 7-8, 15),
  - Tłum (odc. 7),
  - Sara
- Mateusz Kmiecik – Pan Sharma (odc. 8)
- Monika Szomko – Clerk (odc. 8)
- Anna Ułas – Ingrid (odc. 9)
- Marek Robaczewski – 
  - Randy (odc. 10),
  - Detektyw Pham (odc. 20)
- Janusz Wituch – Klient z craigslist #1 (odc. 10)
- Zuzanna Saporznikow – Helen (odc. 11)
- Julia Łukowiak – Pani Chang (odc. 11, 14)
- Lidia Sadowa – Cheri (odc. 11, 13)
- Piotr Janusz – Will (odc. 12-13, 18, 20)
- Joanna Pach-Żbikowska – Celeste (odc. 12, 16)
- Paweł Mogielnicki – Hunter (odc. 13)
- Paweł Draszba – Scotty (odc. 13, 15)
- Jakub Wieczorek – Jackson (odc. 14)
- Marek Bocianiak – Pan Garland (odc. 15)
- Ada Drozd – Maria (odc. 17)
- Marta Markowicz-Dziarkowska – Amy (odc. 17)
- Justyna Bojczuk – Suzanne (odc. 17)
- Marcin Stec – Brad (odc. 19)
- Anna Sztejner – Nauczycielka
- Kamila Brodacka
- Marta Dobecka
- Piotr Tołoczko
- Mateusz Weber

## Spis odcinków
| Data premiery    | Numer          | Polski tytuł            | Angielski tytuł              |                |
| Seria pierwsza   | Seria pierwsza | Seria pierwsza          | Seria pierwsza               | Seria pierwsza |
| ---------------- | -------------- | ----------------------- | ---------------------------- | -------------- |
| 15 kwietnia 2019 | 01             | Fałszywa tożsamość      | The Catfish                  |                |
| 15 kwietnia 2019 | 02             | Kot w worku             | The Pig in the Poke          |                |
| 15 kwietnia 2019 | 03             | Skok na kasę            | The Money-Box Scheme         |                |
| 15 kwietnia 2019 | 04             | Szantaż                 | The Badger Game              |                |
| 15 kwietnia 2019 | 05             | Wpuszczanie w maliny    | The Pigeon Drop              |                |
| 15 kwietnia 2019 | 06             | Oszukane poszukiwanie   | The Glim Dropper             |                |
| 15 kwietnia 2019 | 07             | Pod pięknym pozorem     | The Charity Mugger           |                |
| 15 kwietnia 2019 | 08             | Blokada                 | The Block Out                |                |
| 15 kwietnia 2019 | 09             | Podsłuchani             | The Man in the Middle Attack |                |
| 15 kwietnia 2019 | 10             | Fałszywa aukcja         | The Jam Auction              |                |
| Seria druga      |                |                         |                              |                |
| 5 sierpnia 2019  | 11             | Bankowa robota          | The Bank Job                 |                |
| 5 sierpnia 2019  | 12             | Pokerowy przekręt       | The Big Mitt                 |                |
| 5 sierpnia 2019  | 13             | Koń trojański           | The Trojan Horse             |                |
| 5 sierpnia 2019  | 14             | Gra w trzy panie        | Follow the Lady              |                |
| 5 sierpnia 2019  | 15             | Włoska robota           | The Italian Job              |                |
| 5 sierpnia 2019  | 16             | Tajemniczy klient       | The Mystery Shopper          |                |
| 5 sierpnia 2019  | 17             | Szczurzy podstęp        | The Pied Piper               |                |
| 5 sierpnia 2019  | 18             | Na fałszywych papierach | The Diploma Mill             |                |
| 5 sierpnia 2019  | 19             | Łamaczka sejfów         | The Box Job                  |                |
| 5 sierpnia 2019  | 20             | Próżny trud             | The Fool's Errand            |                |